# فيليب باري
فيليب باري (بالإنجليزية: Philip Barry)‏ كاتب مسرحي أميركي، فاز بجائزة النقاد في مسرحية (أنت وأنا). أشهر مسرحياته: مسرحية قصة فيلادلفيا، مسرحية عطلة.

## مسرحياته
- أنت وأنا (1922).
- سحر باريس (1927).
- العطلة (1929).
- فندق الكون (1930).
- قصة فيلاديلفيا (1939).[3]
- لن يكون هناك ليل (1940).
- العتبة الثانية، توفى قبل أن ينتهي منها، فأكملها صديقه روبرت شيروود (1896ـ 1955).[4]

## روابط خارجية
- فيليب باري على موقع IMDb (الإنجليزية)
- فيليب باري على موقع الموسوعة البريطانية (الإنجليزية)
- فيليب باري على موقع ألو سيني (الفرنسية)
- فيليب باري على موقع أول موفي (الإنجليزية)
- فيليب باري على موقع قاعدة بيانات برودواي على الإنترنت (الإنجليزية)
- فيليب باري على موقع قاعدة بيانات الأفلام السويدية (السويدية)
- فيليب باري على موقع قاعدة بيانات الأفلام السويدية (السويدية)
- فيليب باري على موقع إن إن دي بي (الإنجليزية)
- فيليب باري على موقع قاعدة بيانات الفيلم (الإنجليزية)
- فيليب باري على موقع كينوبويسك (الروسية)